# NGC 5010
NGC 5010 este o hi (21cm) source⁠(d) situată în constelația Fecioara. A fost descoperită în 1831 de către John Herschel. Se află la o distanță de 92,48 de megaparseci de Pământ.